# نهائي الجائزة الكبرى لألعاب القوى 2000
نهائي الجائزة الكبرى لألعاب القوى 2000 كان النسخة الـ 16 من نهائي الجائزة الكبرى لألعاب القوى. أقيم في الدوحة بتاريخ 5 أكتوبر. كان ستاد خليفة الدولي هو الملعب الرئيسي للمسابقات.

## الميداليات

### رجال
| الحدث         | الذهبية                           | الذهبية | الفضية                           | الفضية  | البرونزية                          | البرونزية |
| ------------- | --------------------------------- | ------- | -------------------------------- | ------- | ---------------------------------- | --------- |
| إجمالي        | أنجلو تايلور (الولايات المتحدة)   | 101     | يوري بيلونوج (أوكرانيا)          | 94      | آدم نيلسون (الولايات المتحدة)      | 93        |
| 100 متر       | دارين كامبل (المملكة المتحدة)     | 10.25   | تيم مونتغومري (الولايات المتحدة) | 10.27   | جريج سادلر (الولايات المتحدة)      | 10.41     |
| 400 متر       | مارك ريتشاردسون (المملكة المتحدة) | 45.20   | سانديرلي بارلا (البرازيل)        | 45.25   | أنطونيو بيتيجرو (الولايات المتحدة) | 45.37     |
| 1500 متر      | نوح نجيني (كينيا)                 | 3:36.62 | برنارد لاجات (كينيا)             | 3:36.88 | كيفن سوليفان (كندا)                | 3:37.16   |
| 3000 متر      | لوك كيبكوسجي (كينيا)              | 7:46.21 | علي سعيدي سياف (الجزائر)         | 7:47.16 | سامي كيبكيتير (كينيا)              | 7:47.31   |
| 400 م حواجز   | أنجلو تايلور (الولايات المتحدة)   | 48.14   | هادي صوعان (السعودية)            | 48.18   | سموئيل ماتيتي (زامبيا)             | 48.71     |
| القفز العالي  | فياتشيسلاف فورونين (روسيا)        | 2.32 م  | ناثان ليبير (الولايات المتحدة)   | 2.30 م  | دراغوتين توبيك (يوغسلافيا)         | 2.25 م    |
| قفز بالزانة   | تيم لوبينجير (ألمانيا)            | 5.70 م  | نيك هيسنج (الولايات المتحدة)     | 5.60 م  | أوكيرت بريتس (جنوب أفريقيا)        | 5.60 م    |
| القفز الثلاثي | جوناثان إدواردز (المملكة المتحدة) | 17.12 م | روتيسلاف ديميتروف (بلغاريا)      | 17.11 م | لاري أشيك (المملكة المتحدة)        | 16.49 م   |
| دفع الجلة     | أندي بلوم (الولايات المتحدة)      | 21.82 م | آدم نيلسون (الولايات المتحدة)    | 21.66 م | جون جودينا (الولايات المتحدة)      | 21.51 م   |
| رمي المطرقة   | أندري سكفاروك (أوكرانيا)          | 81.43 م | كوجي موروفوشي (اليابان)          | 80.32 م | كارستن كوبس (ألمانيا)              | 79.22 م   |